# Pflochsbach
Pflochsbach ist ein Gemeindeteil der Stadt Lohr am Main im unterfränkischen Landkreis Main-Spessart in Bayern.

## Lage
Der Ort liegt am Main auf 158 m ü. NHN an der Kreisstraße MSP 22 zwischen Waldzell und Sendelbach.

## Geschichte
Pflochsbach wurde 1192 erstmals urkundlich erwähnt.
Mit dem Gemeindeedikt (frühes 19. Jahrhundert) wurde die Ruralgemeinde Pflochsbach gebildet. Am 1. Januar 1978 wurde diese im Zuge der Gebietsreform in Bayern nach Lohr am Main eingemeindet. Pflochsbach hatte 2013 442 Einwohner bei rückläufiger Tendenz.

## Vereine
Pflochsbach hat sechs Vereine:
- Sportverein mit etwa 140 Mitgliedern
- Faschingsverein mit etwa 100 Mitgliedern
- Kirchengemeinde
- Pfarrgemeinde
- Feuerwehr
- Vereinsring

## Veranstaltungen
Der Dorfkalender und die Internetseite werden vom Vereinsring gepflegt.
Zu den Festen im Dorf gehören:
- meist 2 Faschingssitzungen Mitte bis Ende Januar
- Aufstellen des Maibaumes mit anschließendem Essen am 29. oder 30. April
- Kannsfeuer, meist Ende Juni
- Pfarrfest, Sonntag und Montag am dritten Wochenende im Juli
- Sommerfest auf dem Festplatz, am zweiten Samstag im August
- Kirb, Anfang November
- Lakefleisch, letzter Samstag im Dezember
- Haxenessen am Stachus am  31. Dezember

## Pfarrheim
In den Jahren 2014 und 2015 wurde das Pfarrheim renoviert und am 19. Juli 2015 wiedereröffnet.

## Freizeit
Pflochsbach liegt am Ostufer des Mains. Die Hänge des Dorfes liegen in Richtung Westen und damit oft bis Abends in der Sonne. Am Ufer befinden sich eine Liegewiese, ein Basketballplatz, und Kinderspielplätze. Der an den Ort grenzende Streckenabschnitt des Mains ist der längste zusammenhängende Wassersportabschnitt in Süddeutschland ohne Geschwindigkeitsbegrenzung. Die kleine Slipanlage befindet sich nördlich der Liegewiese.